# Difluorek ksenonu
Difluorek ksenonu, XeF
2 – nieorganiczny związek chemiczny z grupy fluorków, w którym ksenon występuje na II stopniu utlenienia.

## Budowa
Na podstawie analizy widm oscylacyjnych wysokiej rozdzielczości ustalono, że XeF
2 tworzy liniowe cząsteczki o długości wiązań 1,9773 ± 0,0015 Å w fazie gazowej, natomiast w wyniku badań wykorzystujących dyfrakcję neutronów oceniono długość wiązania Xe−F w fazie stałej na 2 Å. W strukturze krystalicznej, obok dwóch atomów fluoru związanych chemicznie, ksenon ma w swoim otoczeniu 8 atomów fluoru w odległości obliczonej na 3,64 Å lub 3,42 Å. Każdy atom fluoru ma jednego bliźniaczego sąsiada w odległości 3,02 Å oraz 4 atomy fluoru odległe o 3,08 Å. Upakowanie atomów w stałym XeF
2 jest takie, że ligandy fluorowe sąsiednich cząsteczek unikają strefy równikowej atomu ksenonu ponieważ w cząsteczce XeF
2 trzy niewiążące elektrony efektywnie maskują dodatni ładunek. Występowanie silnych oddziaływań elektrostatycznych pomiędzy cząsteczkami w tak uporządkowanej sieci krystalicznej difluorku ksenonu jest zgodne z jego dość wysoką entalpią sublimacji, która wynosi 55,71 kJ/mol.
Opublikowane zostały doniesienia, że pod ciśnieniem 50 GPa (ok. 500 tys. atm) XeF
2 ulega przemianie i nabiera właściwości półprzewodzących, a jego niemolekularna już wówczas struktura złożona z dwuwymiarowych warstw zawierających jednostki XeF
4 jest podobna do struktury grafitu. Z przedstawionych rezultatów badań wynika również, że pod wpływem jeszcze wyższego ciśnienia (powyżej 70 GPa) difluorek ksenonu nabiera własności metalicznych, zmieniając swoją strukturę na trójwymiarową, złożoną z elementów XeF
8. Jednakże przedstawione później wyniki prac teoretycznych podważają rezultaty tych prac doświadczalnych – wynika z nich, że tetragonalna struktura przestrzenna I4/mmm upakowania cząsteczek XeF
2 powinna być stabilna aż do ciśnienia 105 GPa, a następnie ulec przemianie do struktury molekularnej odznaczającej się rombową symetrią przestrzenną Pnma, w której długości obu wiązań Xe−F przestają być jednakowe. Dalsza kompresja do 200 GPa będzie według teoretyków skutkowała autodysocjacją do jonowego ciała stałego o przykładowej budowie typu [XeF]+
F−
.

## Otrzymywanie
Jest to jeden z pierwszych otrzymanych związków chemicznych ksenonu. Jego uzyskanie było efektem wzmożonych prac nad związkami tego gazu szlachetnego po udanej syntezie heksafluoroplatynianu ksenonu. Został on otrzymany latem 1962 roku przez grupę Rudolfa Hoppego z Uniwersytetu w Münster w wyniku reakcji gazowego fluoru z ksenonem pod wpływem wyładowań elektrycznych, a publikacja na temat tego odkrycia ukazała się w listopadzie tego samego roku. Praktycznie jednocześnie, w sierpniu 1962 roku, badacze amerykańscy uzyskali niezależnie i opisali inny związek ksenonu i fluoru, tetrafluorek ksenonu, XeF
4. Powstał on w wyniku ogrzewania lub naświetlania promieniowaniem ultrafioletowym mieszaniny ksenonu i fluoru w fazie gazowej. Podczas badań nad XeF
4 zarejestrowano dane spektralne świadczące o powstawaniu trwałego difluorku ksenonu.
XeF
2 można otrzymać bezpośrednio z pierwiastków w fazie gazowej, pod wpływem promieniowania ultrafioletowego (również wykorzystując w tym celu światło słoneczne), skoncentrowanego promieniowania γ, elektronów pochodzących z akceleratora van de Graffa, protonów o energii 10 MeV, ciepła oraz wyładowań elektrycznych:
Xe + F
2 → XeF
2↓
Powstający związek wydziela się w postaci stałej, co pozwala na prowadzenie procesu w trybie ciągłym i uzyskiwanie związku w skali kilogramowej. W celu uniknięcia powstawania XeF
4, reakcję prowadzi się przy pewnym nadmiarze ksenonu (jest to istotne z punktu widzenia bezpieczeństwa, gdyż podczas pracy z wykorzystaniem XeF
2 zanieczyszczonego nawet małymi ilościami XeF
4, w wyniku hydrolizy tego ostatniego powstaje wybuchowy XeO
3).
Związek jest także dostępny komercyjnie.

## Właściwości

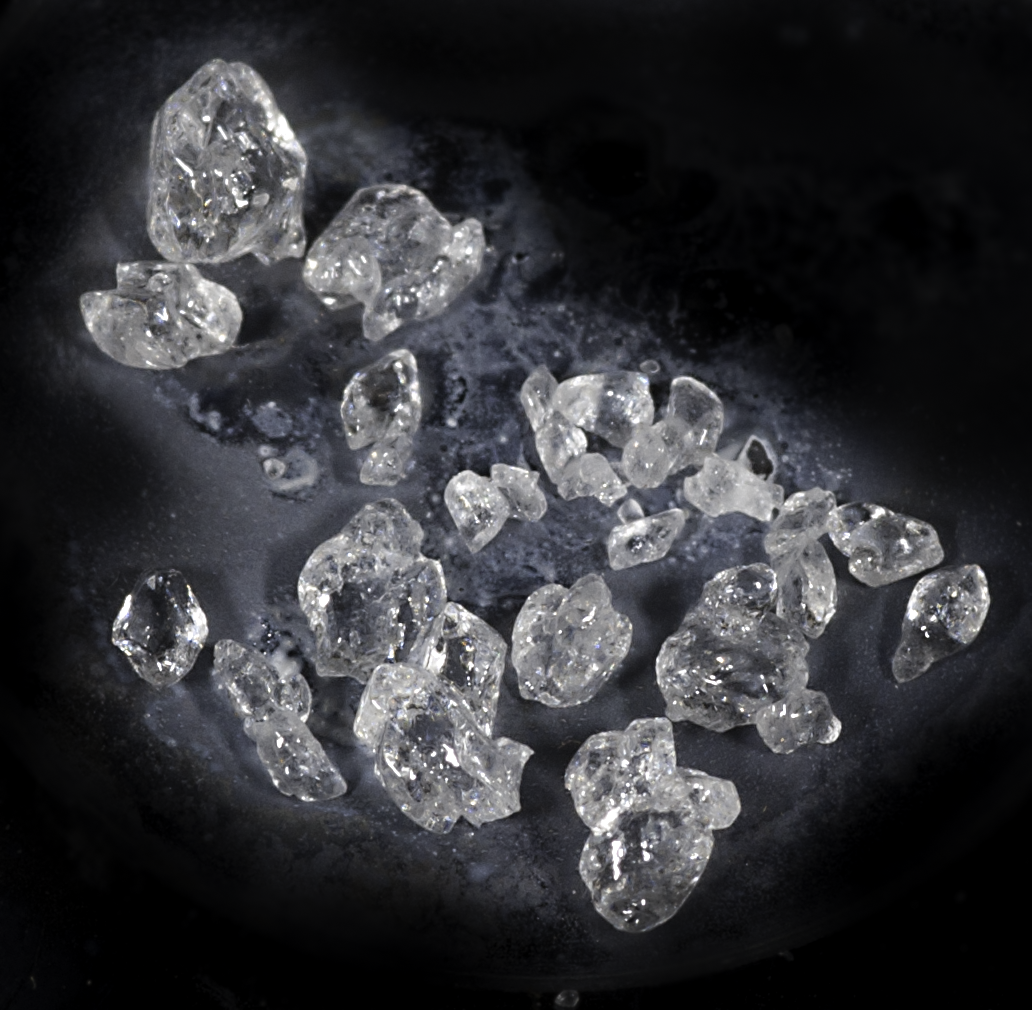
Kryształy difluorku ksenonu

Difluorek ksenonu jest ciałem stałym. Tworzy bezbarwne kryształy tetraedryczne o gęstości 4,32 g/cm³. Pod ciśnieniem atmosferycznym sublimuje w temperaturze 114,35 °C (ze względu na łatwość sublimacji praca z tym związkiem wymaga ostrożności). Temperatura topnienia wynosi ok. 129 °C (w punkcie potrójnym jest to 129,03 °C). Ma ostry zapach zbliżony do chloru. Jest silnie reaktywny. Ulega rozkładowi pod wpływem światła oraz powolnej hydrolizie w kontakcie z wilgocią.

## Zastosowanie
XeF
2 jest silnym czynnikiem fluorującym i utleniającym. Ze względu na stały stan skupienia jest wygodniejszy i bezpieczniejszy w pracy niż fluor pierwiastkowy; w większości zastosowań można go używać w aparaturze szklanej (niszczonej przez F
2). Pośród istotnych zastosowań można wymienić:
- Reakcje utleniającego fluorowania:
Ph
3TeF + XeF
2 → Ph
3TeF
3 + Xe
- Reakcje redukcyjnego fluorowania:
2CrO
2F
2 + XeF
2 → 2CrOF
3 + Xe + O
2
- Reakcje fluorowania związków aromatycznych:
- Reakcje fluorowania alkenów:
- Suche trawienie mikroukładów krzemowych[21], np. do wytwarzania mikroukładów elektromechanicznych[22][23]. Technika została zaprezentowana w 1995 roku[24], a następnie skomercjalizowana[25]. Proces polega na trawieniu krzemu za pomocą XeF
2 w fazie gazowej. Reakcję prowadzi się w temperaturze pokojowej pod obniżonym ciśnieniem[21]:
2XeF
2 + Si → 2 Xe↑ + SiF
4↑